# 沃爾特·阿爾瓦雷茨
沃爾特·阿爾瓦雷茨（英語：Walter Alvarez，1940年10月3日—）是一位美國地質學家，諾貝爾物理學獎得主路易斯·阿尔瓦雷茨之子。任教於柏克萊加州大學地球與行星科學系。因為與其父共同提出恐龍滅絕是因為小行星或彗星撞擊地球的理論而聞名。

## 生平
阿爾瓦雷茨生於美國加州伯克利。1962年於明尼蘇達州卡爾頓學院獲得地質學士，再於1967年獲得普林斯頓大學地質學博士。
沃爾特的祖父沃爾特·克萊門特·阿爾瓦雷茨是一位著名醫師；曾祖父沃爾特·費南德茲·阿爾瓦雷茨也是一位醫師，在夏威夷行醫期間發展出了診斷黃斑性麻风病的有效方式。他的姨婆梅布爾·阿爾瓦雷茨則是加州相當有名的油畫家。
阿爾瓦雷茨曾在荷蘭任職於美國海外石油公司；在利比亞任職期間遇上格達費發動的政變。在培養了地质考古学的興趣以後，他離開了石油公司，並有一段時間留在義大利研究古羅馬時代的火山活動和對古羅馬聚落的影響。
之後阿爾瓦雷茨進入哥倫比亞大學拉蒙特-多爾蒂地球觀測所研究地中海地區的板塊構造。他在義大利對古地磁學的研究使他開始研究義大利沿岸深海底石灰岩的地磁逆轉；而且他和其他合作者可測定地磁逆轉間隔超過一億年。

## 撞擊理論
沃爾特和其父親路易斯·阿尔瓦雷茨最為人所知的就是和弗蘭克·阿薩羅、海倫·米歇爾等人發現在白堊紀-第三紀地層之間富含銥的黏土層（K-T界線）。因為銥在地球表面相當少見，卻在小行星中相當大量，因此他的團隊假設該地層是因為撞擊事件而產生，而一個巨大的小行星撞擊地球很可能是白垩纪-第三纪灭绝事件的原因。
之後，在世界上許多地方也發現了銥異常；且更進一步發現了被認為是造成該滅絕事件的巨大撞擊坑－希克蘇魯伯隕石坑。至今大部分科學家都認同發生在6500萬年前造成地球上 75% 生物滅絕（包括非今鸟恐龍）的白垩纪-第三纪灭绝事件是因為撞擊事件造成。在他的書《T. Rex and the Crater of Doom》中則詳細描述了該滅絕事件的研究細節。
他的研究除了滅絕事件和撞擊事件以外，還有地中海板塊構造、古羅馬地質和考古地質學、以及地磁地層關係的建立。

## 榮譽與獎項
阿爾瓦雷茨獲得許多榮譽和獎項。1983年他被選為美国文理科学院院士。2006年他獲得內華達獎章。2008年獲得维特勒森奖（該獎有地球科學界的諾貝爾獎之稱）和美國地質學會的彭羅斯獎章。2005年他獲得義大利錫耶納大學的地質學榮譽博士。2013年獲得隕石學會巴林傑獎。小行星3581以其和其父路易斯·阿尔瓦雷茨的姓氏命名。

## 代表作
- T. Rex and the Crater of Doom by Walter Alvarez ISBN 0-375-70210-5
  - 中译：《霸王龍的最後一眼》，何穎怡譯，新新聞文化事業股份有限公司。1999年1月15日。ISBN 9578306288
- The Mountains of Saint Francis: The Geologic Events that Shaped Our Earth by Walter Alvarez (W. W. Norton, December 2008)
  - 中译：《不可思议的旅程：我们的星球与我们自己的大历史》，栾奇譯，中信出版集团见识丛书。

## 外部連結
- 沃爾特·阿爾瓦雷茨在柏克萊加州大學網頁
- ChronoZoom 計畫網站 （页面存档备份，存于）